# Adrian Simion
Adrian Simion, romunski rokometaš, * 2. avgust 1961, Bukarešta.
Leta 1984 je na poletnih olimpijskih igrah v Los Angelesu v sestavi romunske rokometne reprezentance osvojil bronastno olimpijsko medaljo.